# Escuela de Bellas Artes de Nancy

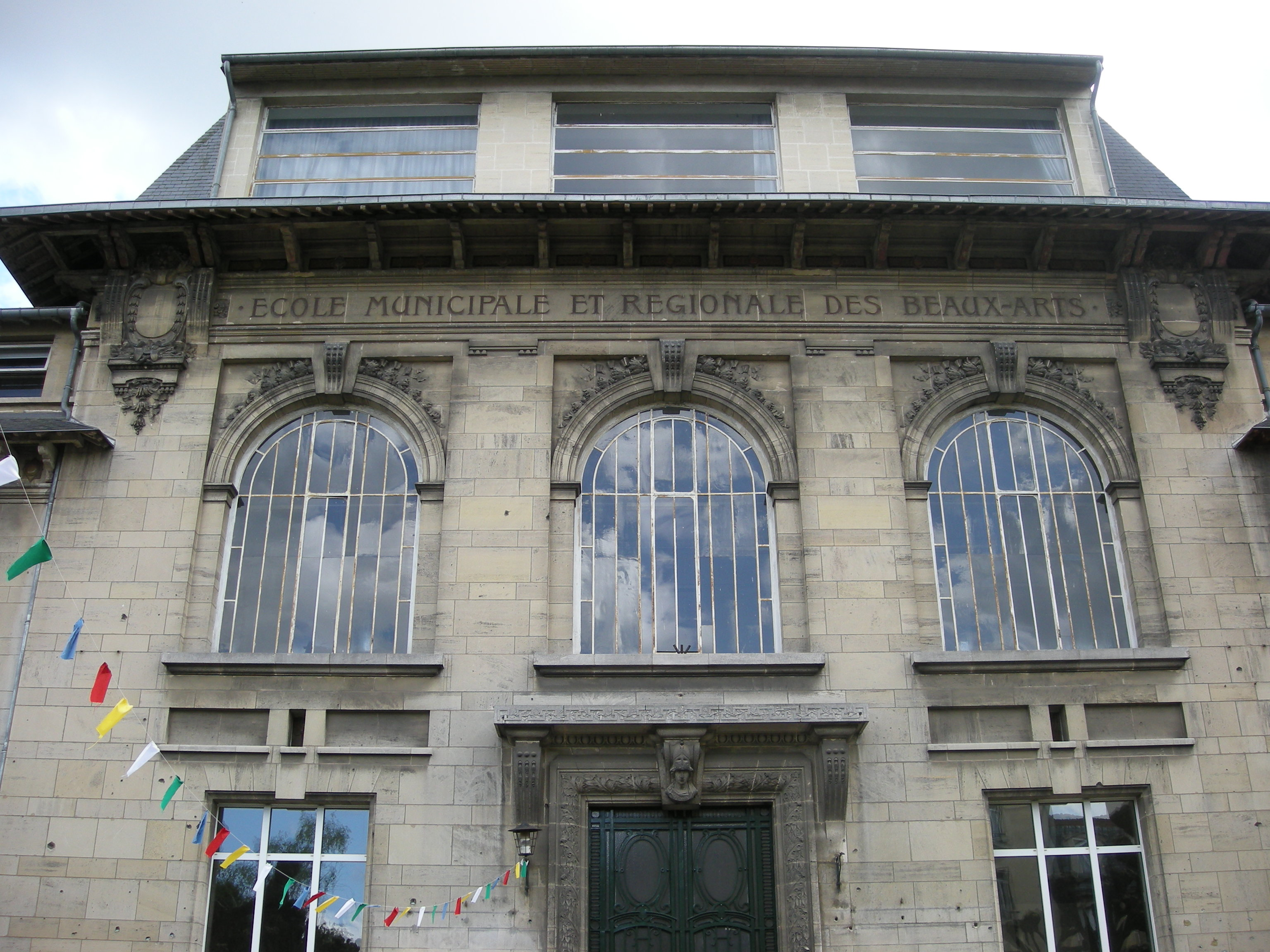
Fachada del edificio que alberga la Escuela de Bellas Artes.

La Escuela de Bellas Artes es una escuela de arte fundada en Nancy, Francia,  durante la segunda mitad del siglo XIX, como heredera de la Academia de Pintura y Escultura creada en 1702 por el duque Leopoldo I de Lorena. 
La Escuela de Arquitectura de Nancy fue anexada como una sección más en la Escuela de Bellas Artes en 1969.
Desde el 1 de enero de 2003, la escuela es una institución pública con carácter administrativo (Établissement public à caractère administratif) bajo la supervisión del Ministerio de Cultura y Comunicación.
Participa en el proyecto pluridisciplinar Artem.

## Artistas formados en laÉcole
- Henri Bergé, ilustrador y diseñador de la Compagnie française du cristal Daum junto a Jacques Grüber.
- Jules Cayette, artista en metal.
- Étienne Cournault, pintor cubista.
- Jules Criqui, arquitecto de la diócesis de Nancy-Toul.
- Alfred Finot, escultor de la École de Nancy.
- Émile Friant pintor realista procedente del Art nouveau de la École de Nancy.
- Jochen Gerner, ilustrador.
- Gaston Goor, pintor, ilustrador y escultor.
- Jacques Grüber, maestro vidriero y fundador de la École de Nancy.
- André Lurçat, arquitecto.
- Jacques Majorelle, pintor; dio su nombre al Azul Majorelle.
- Claude Prouvé,arquitecto, hijo de Jean Prouvé.
- Jame's Prunier, ilustrador.
- Henri Richelet, pintor.
- Charles Sellier, pintor.
- Eugène Vallin, arquitecto y ebanista de la École de Nancy.
- Léon Vautrin, arquitecto.
- Rose Wild, pintor y colaborador de Émile Gallé.
- Étienne Boulanger, pintor.
- Solange Bertrand, pintor.
- Jean Morette, ilustrador.
- Charlélie Couture, artista.
- Tom Novembre, cantante.
- Rémi Malingrëy, diseñador.
- Frédéric Boilet, diseñador.
- Claude Dubois, diseñador.
- Gilles Fabre, pintor.
- Émile Désiré Daimee, pintor.